# جاك هوارد (منافس ألعاب قوى)
جاك هوارد (بالإنجليزية: Jack Howard) هو منافس ألعاب قوى ميكرونيسي، ولد في 21 يوليو 1981 في Weno ‏ في ولايات ميكرونيسيا المتحدة.

## وصلات خارجية
- جاك هوارد على موقع الاتحاد الدولي لألعاب القوى (الإنجليزية)
- جاك هوارد على موقع أوليمبيديا (الإنجليزية)